# Gorizia
|  | Per a altres significats, vegeu «Província de Gorizia». |

Gorizia (italià) - Gorica en eslovè, Görz en alemany, Gurize en friülà - és una petita ciutat d'Itàlia a la frontera amb Eslovènia, al peu dels Alps, a la regió del Friül – Venècia Júlia. És la capital de la província de Gorizia i destaca com a centre turístic, industrial i comercial. És a la confluència de les valls del rius Isonzo i Vipacco. Limita amb els municipis de Brda (Eslovènia), Farra d'Isonzo i Mossa, Nova Gorica (Eslovènia), San Floriano del Collio, Savogna d'Isonzo i Šempeter-Vrtojba (Eslovènia).

## Fraccions
- Campagnuzza (Rojce)
- Castello (Cjistiel, Grad)
- Centro (Centri, Center)
- Gradiscutta (Gradiscjùte, Gradiščuta)
- Lucinico (Lucinîs o Luzinîs, Ločnik)
- Madonnina del Fante
- Monte Calvario (Kalvarija)
- Montesanto-Piazzutta (Plaçuta, Placuta)
- Piedimonte del Calvario (Pudigori, Podgora)
- Piuma (Peume, Pevma)
- Oslavia (Oslavie, Oslavje)
- San Mauro (Sant Maur, Štmaver)
- Sant'Andrea (Sant Andrât o Sant Andrèe, Štandrež)
- San Rocco - Sant'Anna (Sant Roc - Sante Ane, Podturn - Sv. Ana)
- Straccis (Stracis o Stràzis, Stražce)
- Vallone dell'Acqua/Groina (Grojna)

## Població
Tradicionalment la població ha estat quatrilíngüe (italià, friülès, alemany i eslovè). Té una nombrosa comunitat de llengua i cultura eslovena, i des de la ciutat emet Telemare, emissora de televisió local en llengua eslovena.

## Personatges il·lustres
- Graziadio Isaia Ascoli, lingüista
- France Bevk, activista eslovè
- Simon Gregorčič, poeta eslovè
- Adolfo Morpurgo, músic (1889-1972)
- Carlo Rubbia (1934) físic, Premi Nobel de Física de l'any 1984.

## Galeria fotogràfica

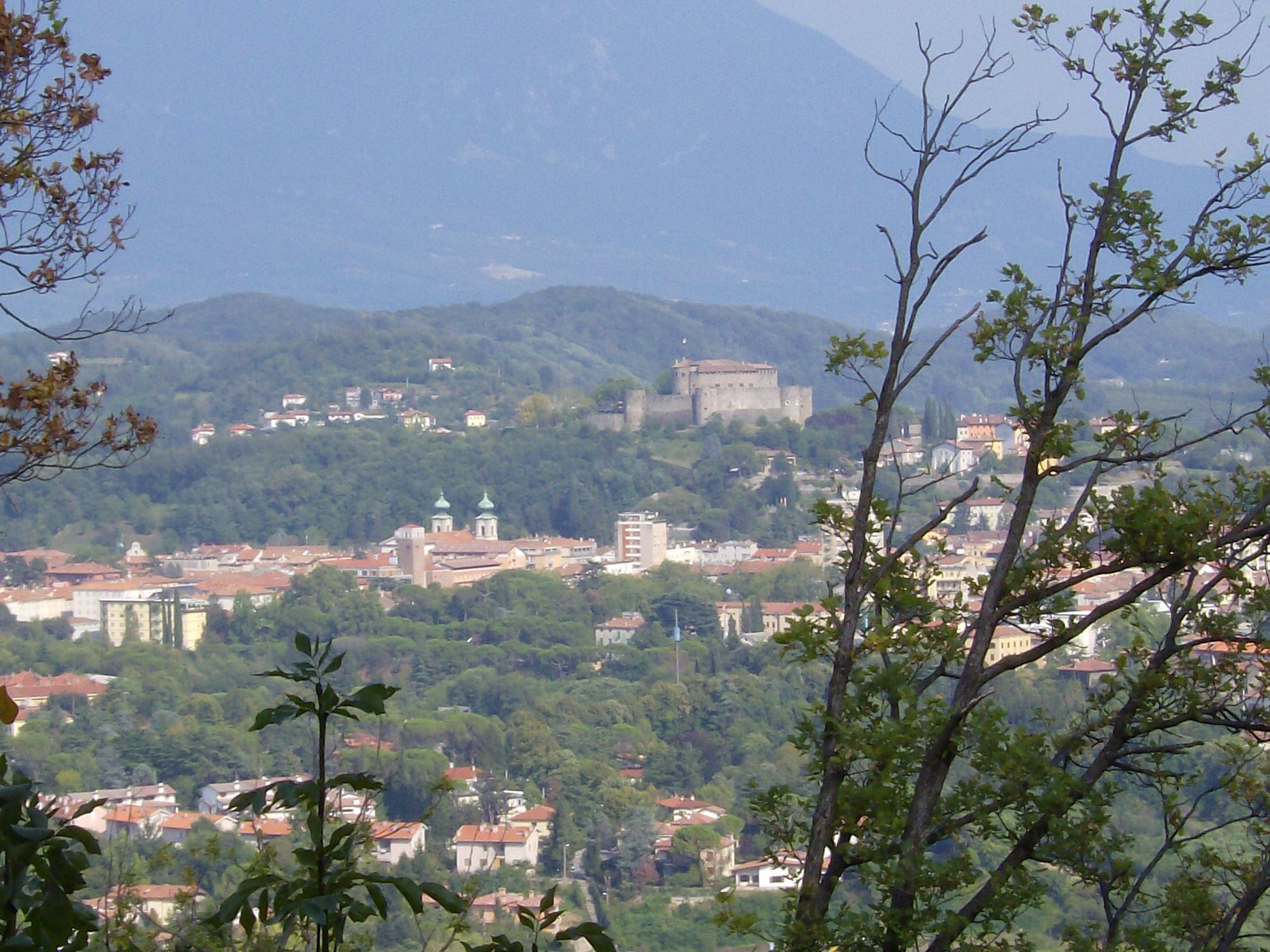
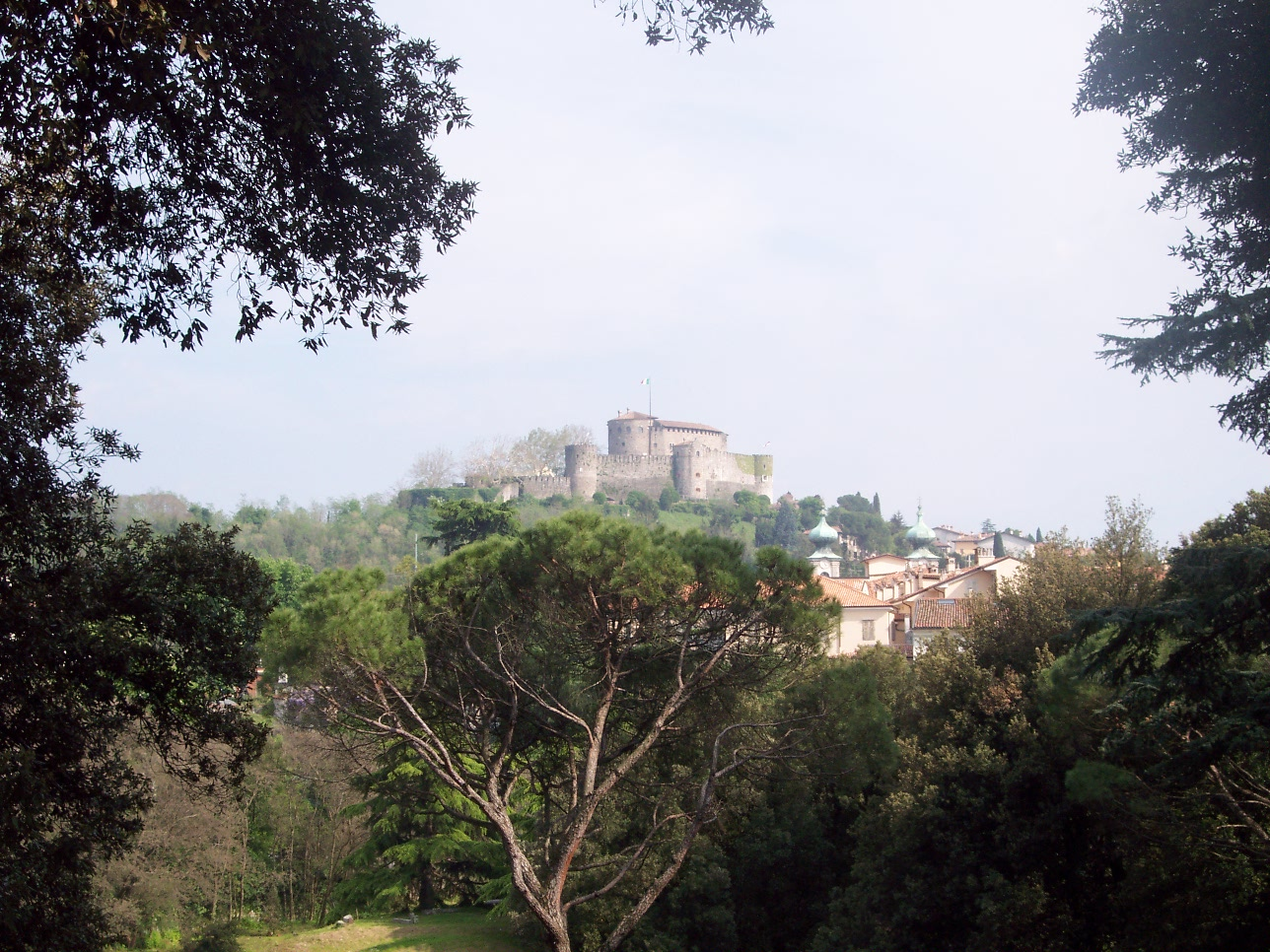
El castell de Gorizia
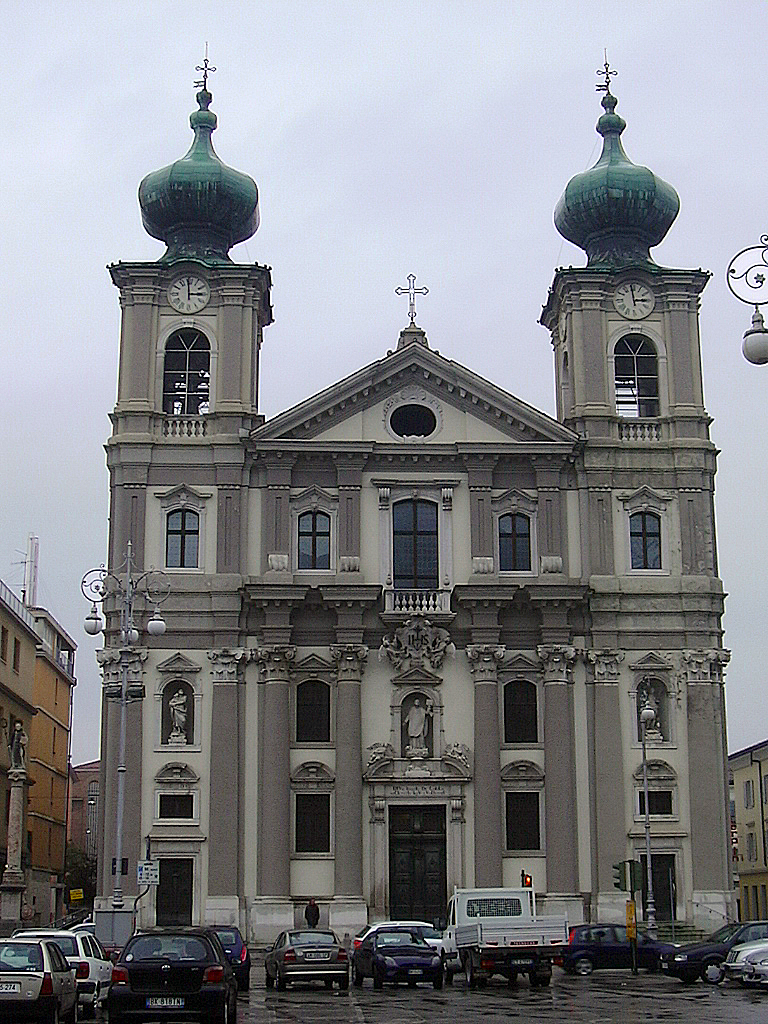
Església de Sant'Ignazio
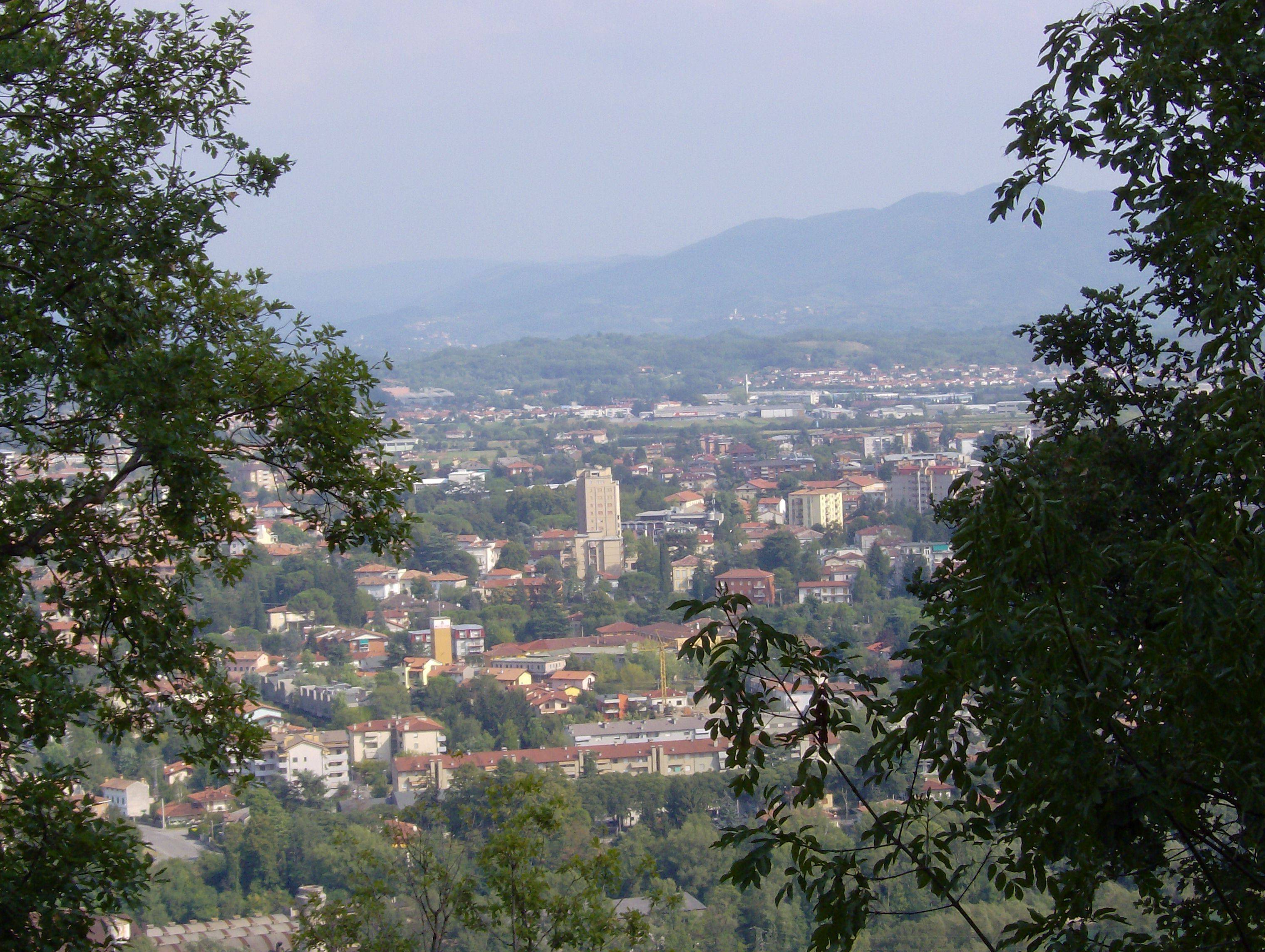
Vista a l'Est